# Simon Bird
Pour les articles homonymes, voir Bird.
Simon Bird, né le 19 août 1984 à Guildford (Royaume-Uni) est un acteur anglais. Il est connu pour son rôle dans la sitcom Les Boloss : Loser attitude (The Inbetweeners) de 2008 à 2010, et ses deux adaptations au cinéma, Les Boloss en 2011 et The Inbetweeners 2 (en) en 2014. Il devient également réalisateur avec un premier long métrage au cinéma Days of the Bagnold Summer (en) en 2019.

## Biographie
Né à Guildford dans le Surrey, Simon Bird est le troisième d’une fratrie de quatre enfants dont les parents sont tous deux professeurs à l'université de Surrey. Il fait ses études au Queens' College de Cambridge où il devient président du club de théâtre Footlights. Il y fait la connaissance de Joe Thomas avec qui il jouera par la suite dans la série télévisée Les Boloss : Loser attitude. Son rôle dans cette série à succès lui permettra de remporter en 2008 le prix du meilleur espoir décerné par la Royal Television Society, puis en 2009 celui du meilleur acteur dans une comédie.
En 2011, Simon Bird et Joe Thomas écrivent en collaboration avec Jonny Sweet (en), un autre ancien de Footlights, Chickens, un sketch satirique sur les objecteurs de conscience de la première Guerre mondiale, qui sera d'abord diffusé comme un épisode de l'émission Comedy Showcase (en), avant de devenir une mini-série à part entière de six épisodes Chickens (en).
Il tient un des rôles principaux dans la série Friday Night Dinner de 2011 à 2020.
En 2017, il joue au théâtre dans le West End le rôle principal dans la pièce The Philanthropist (en) de Christopher Hampton.
En 2019, il réalise son premier long métrage Days of the Bagnold Summer (en).

## Vie privée
En 2012 Simon Bird se marie avec Lisa Owens rencontrée à l'université de Cambridge. Ils sont parents d'un garçon né début 2016.

## Filmographie

### Acteur

#### Cinéma
- 2011 : Les Boloss (The Inbetweeners Movie) de Ben Palmer : Will MacKenzie
- 2013 : A Very Englishman de Michael Winterbottom : Jonathan Hodge
- 2013 : The Harry Hill Movie (en) de Steve Bendelack : Ed
- 2014 : The Inbetweeners 2 (en) de Damon Beesley (en) et Iain Morris (en) : Will MacKenzie
- 2016 : The Darkest Universe (en) de Tom Kingsley (en) : Adrian
- 2017 : You, Me and Him (en) : Ben Miller

#### Télévision
- 2008 : Clone : Pete (épisode 2)
- 2008-2010 : Les Boloss : Loser attitude : Will MacKenzie (18 épisodes)
- 2011 : Comedy Showcase (en) : George Wright (saison 3, épisode 1)
- 2011-2013 : Chickens (en) : George Wright (7 épisodes)
- 2011-2020 : Friday Night Dinner : Adam Goodman (37 épisodes)
- 2015-2017 : Drunk History (en) : Winston Churchill / Charles Buggy (3 épisodes)
- 2020-2021 : Sandylands (en) (mini-série) : Nathan Wild (6 épisodes)
- 2022 : Ellie & Natasia : Simon Bird (épisode 1, également réalisateur)
- 2023 : Everyone Else Burns (en) : David Lewis (6 épisodes)

### Réalisateur

#### Cinéma
- 2019 : Days of the Bagnold Summer (en)

#### Télévision
- 2021 : Pls Like (en) (saison 3, 6 épisodes)
- 2022 : Ellie & Natasia (6 épisodes)